# Qantas

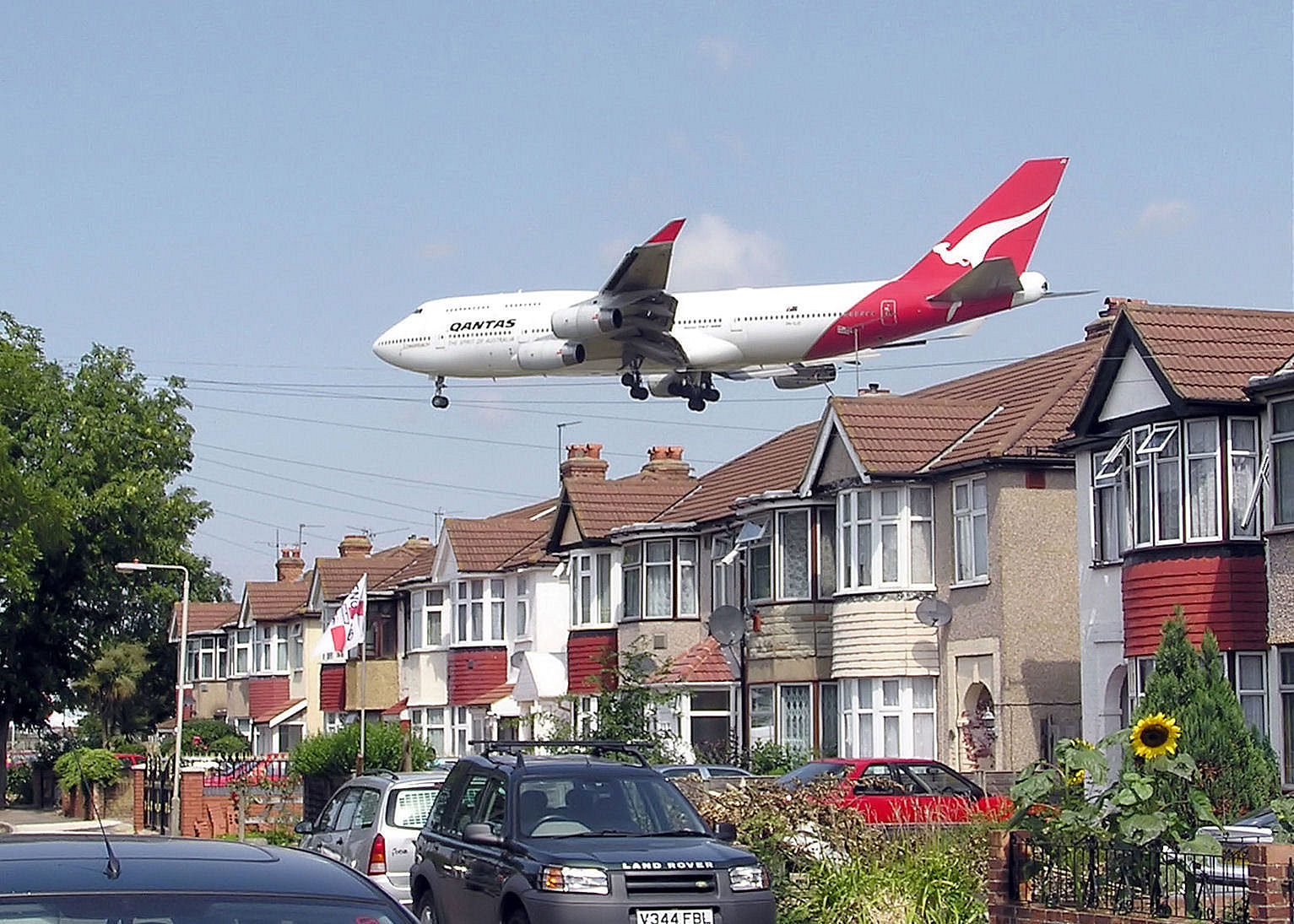
Voormalige Boeing 747-400 van Qantas

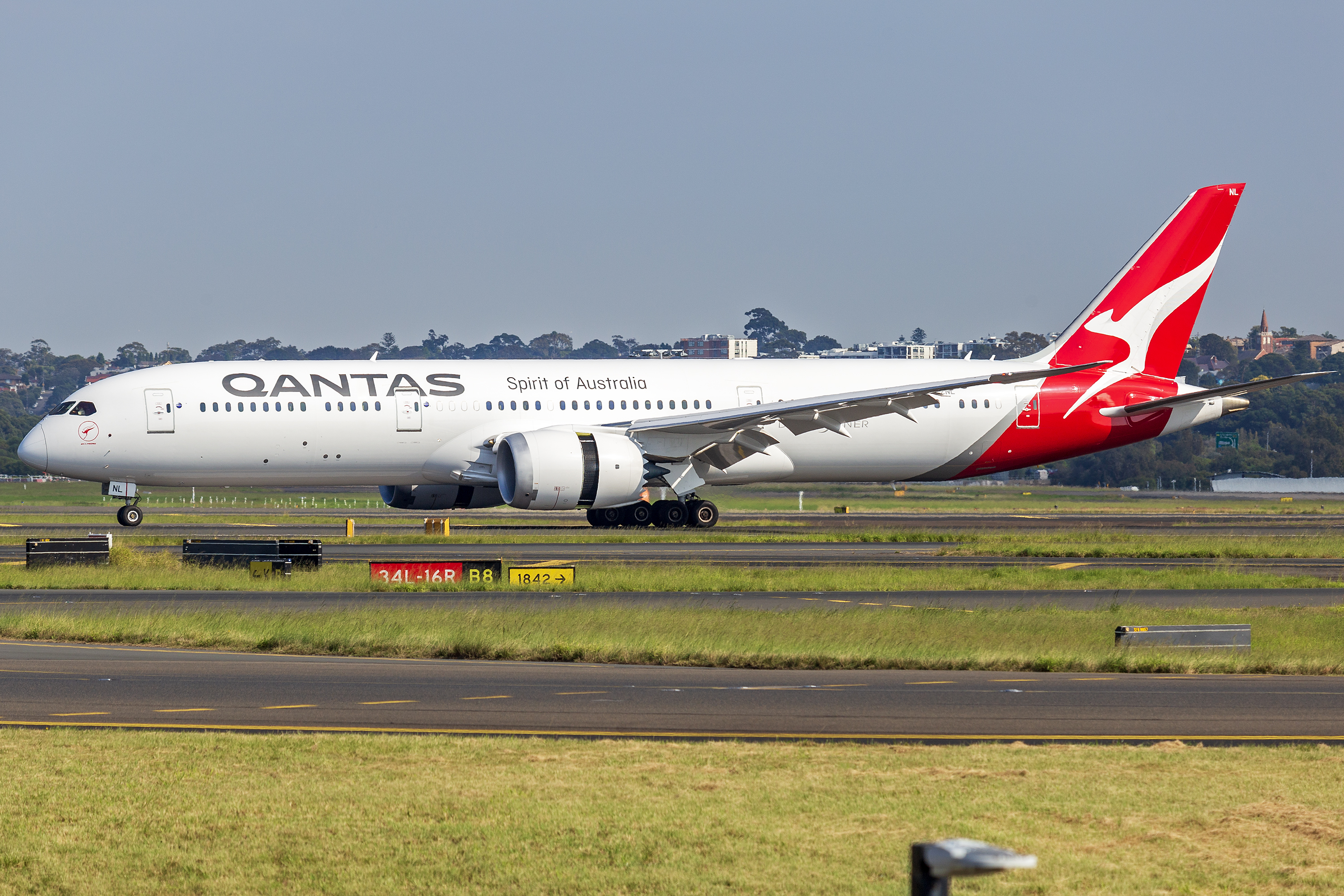
Een Boeing 787-9 van Qantas

Qantas is de oudste en grootste luchtvaartmaatschappij van Australië. De maatschappij dient als nationale luchtvaartmaatschappij van dit land. Qantas is de op twee na oudste luchtvaartmaatschappij ter wereld, na de KLM, de nationale luchtvaartonderneming van Nederland en Avianca uit Colombia. Aandelen van het bedrijf worden verkocht op de Australian Securities Exchange.

## Geschiedenis
De onderneming werd op 16 november 1920 gesticht onder de naam "Queensland and Northern Territory Aerial Services Limited", afgekort tot het acroniem Qantas. Thans is de naam Qantas betekenisloos.
In 1947 werd Qantas door de federale regering van minister-president Ben Chifley (Labor Party) genationaliseerd. Het bleef vier decennia lang in publiek eigendom, tot de jaren 90 toen het werd geprivatiseerd. British Airways werd toen een belangrijke aandeelhouder.
Sedert de fusie met Australian Airlines in 1993, heeft het een uitgebreide dienstregeling onderhouden tussen alle Australische hoofdsteden en regionale centra. Ook vliegt het op vele internationale trajecten van en naar Australië.
Qantas heeft de reputatie op de Australische luchtvaartmarkt een agressieve concurrent te zijn. Van tijd tot tijd hebben verschillende Australische bedrijven het loodje moeten leggen onder aanhoudende klachten over het tarievenbeleid van Qantas, met sterk concurrerende tarieven op de frequente diensten en exorbitante prijzen op niet aan concurrentie onderhevige routes.
Na de terroristische aanslagen van 11 september 2001 en het failliet gaan van Ansett Australia genoot Qantas praktisch een monopolie, totdat Virgin Australia met zijn meedogenloze concurrentie een behoorlijke hap uit de markt veroverde. Als antwoord stichtte Qantas in 2003 Jetstar, een low-cost carrier, waarmee Qantas een achteruitgang (crowd out) van de lagekostenmaatschappijen hoopte te bereiken. Quantas stelde zich ten doel om een zeer dominante speler op de binnenlandse markt te blijven en een van de weinige winstgevende full-service luchtvaartmaatschappijen ter wereld te zijn.
Qantas heeft geprobeerd om uit te breiden in de binnenlandse luchtvaartmarkt van Nieuw-Zeeland, eerst via aankoop van aandelen in Air New Zealand, later door een "franchise-overname" van Ansett New Zealand. In 2003 vroeg Qantas toestemming om een groter minderheidsbelang in Air New Zealand te kopen.
In 1993 kocht British Airways voor 665 miljoen Australische dollar een aandeel van 25% in het bedrijf. In september 2004 verkocht British Airways zijn aandeel in Qantas, vermoedelijk voor 1,1 miljard Australische dollar. Het oorspronkelijke aandeel van British Airways van 25% was afgenomen tot 18,5% door de uitgave van meer aandelen. Het is bij wet verplicht dat minimaal 51% van de aandelen in Australische handen moet zijn, zodat een buitenlandse partij geen eigenaar kan worden van de Australische maatschappij. Volgens analisten is de verkoop, waarbij een groter aandeel in Australische handen is, nodig voor een expansie op de Aziatische markt.
Norfolk Jet Express vroeg zelf faillissement aan op 4 juni 2005. Na spoedberaad kondigde Peter Maywald, de gezaghebber van Norfolk, aan dat Qantas en Air Nauru gezamenlijk vervangende diensten voor ten minste 12 maanden zouden aanbieden.
In het tweede halfjaar van 2013 leed Qantas een verlies van 235 miljoen Australische dollar. Het bedrijf had veel last van concurrent Virgin Australia en besloot daarom tot drastische ingrepen. Het plan behelsde:
- het schrappen van 5000 van de in totaal 32.000 banen[1]
- het bevriezen van de lonen
- de verkoop van tientallen vliegtuigen
- uitstel van de aankoop van nieuwe toestellen.[1]

De wet maakt het voor Qantas moeilijk om geld aan te trekken. Op dit moment mag één buitenlandse investeerder volgens de Australische wet niet meer dan 25% van alle aandelen hebben. Buitenlandse luchtvaartmaatschappijen mogen in totaal niet meer dan 35% van de aandelen in handen hebben en tot slot mag maximaal 49% van de aandelen in buitenlandse handen zijn. Deze restrictieve regels gelden alleen voor Qantas. De luchtvaartmaatschappij wil daarom dat de Australische regering de regels aanpast.

## Dochtermaatschappijen
- Jetconnect - Qantas NZ
- Jetstar Airways (2003 - heden): een low-cost carrier.
  - Jetstar Asia Airways (2004 - heden): een low-cost carrier voor de Aziatische markt. De thuisbasis van de maatschappij is Singapore Changi Airport. De bedoeling van de maatschappij is de concurrentie aan te gaan met Singapore Airlines in het land zelf. Qantas is nu al de tweede grootste gebruiker van de luchthaven Changi, terwijl Singapore Airlines de tweede grootste vervoerder van passagiers van en naar Australië is.
  - Jetstar Japan
  - Jetstar Pacific

### Voormalige dochtermaatschappijen
- Australia Asia Airlines (1990 - 1996): speciaal voor vluchten op Taiwan. Enkele Boeing 747SP en Boeing 767-vliegtuigen werden overgespoten in de kleuren van deze maatschappij.
- QantasLink

## Incidenten en ongevallen
Vaak wordt beweerd, vooral door een dialoog in de film Rain Man, dat Qantas nog nooit een fataal ongeval heeft gehad. Echter, de officiële stelling van de maatschappij is dat Qantas nog nooit een fataal ongeval heeft gehad met een straalvliegtuig. Voor de komst van de straalvliegtuigen had Qantas enkele fatale ongevallen. Eentje vond plaats op 16 juli 1951, toen een De Havilland Drover (registratie VH-EBQ) neerstortte in Nieuw-Guinea na een motorstoring, waarbij alle zeven passagiers plus de bemanning om het leven kwamen. Andere dodelijke ongevallen vonden plaats in 1927, 1934, 1942, 1943 (2x) en 1944.
Tot 1999 waren er geen belangrijke incidenten met Qantas in het straaltijdperk. Enkele opvallende incidenten vanaf dat jaar:
- In 1999 schoot een Boeing 747-400 (registratie VH-OJH) door tijdens de landing in Bangkok onder slechte weersomstandigheden. Er waren geen gewonden of doden te betreuren. De Australische Raad voor de Transportveiligheid (Australian Transport Safety Bureau) bekritiseerde Qantas echter voor bepaalde operationele en trainingsprocedures. Het toestel werd gerepareerd voor meer dan 100 miljoen Australische dollar; critici beweerden dat dit gedaan werd om maar geen straalvliegtuig af te moeten schrijven. Qantas ontkende dit echter.

- Een jaar later raakte een Boeing 747-300 (registratie: VH-EBW) beschadigd nadat het landingsgestel het had begeven tijdens het taxiën op een vliegveld van Rome. Het toestel vloog weer nadat het gerepareerd was. In 2010 werd het toestel verkocht en in 2016 gesloopt.[3]
- In de ochtend van 25 juli 2008 was een Boeing 747-400 met 346 inzittenden en 19 bemanningsleden vanuit Londen op weg naar Melbourne. Ongeveer een uur na een tussenlanding in Hongkong veroorzaakte een ontploffende zuurstoffles een gat in de romp van naar schatting 2,5 bij 3 meter. De piloot wist het toestel veilig aan de grond te zetten in Manilla.[4]
- Op 28 juli 2008 moest een net opgestegen Boeing 737-800 van Qantas terugkeren naar de luchthaven van Adelaide omdat de deuren van het landingsgestel niet wilden sluiten na het opstijgen. Het toestel was op weg naar Melbourne en was net vertrokken uit Adelaide.
- Op 2 augustus 2008 kreeg een Boeing 767 van Qantas, die op dat moment richting Manilla vloog, een lek in het hydraulische systeem en keerde, na het dumpen van een grote hoeveelheid kerosine, terug naar het vliegveld van Sydney.
- Op 7 oktober 2008 daalde een Airbus A330 door een fout in de boordcomputer zo plotseling dat de passagiers door het toestel geslingerd werden. 51 van de 313 passagiers raakten gewond; velen hadden botbreuken of rugletsel.[4]
- Op 4 november 2010 ondervond een Airbus A380 motorproblemen op Qantas-vlucht 32, een vlucht van Londen via Singapore naar Sydney. Het toestel maakte een voorzorgslanding en de andere zes A380's van de vloot werden aan de grond gehouden. Van dit ongeval is een documentaire gemaakt in de reeks "Air Crash Investigation", uitgezonden door National Geographic Channel.

## Trivia
- Het eerste toestel dat eigendom van Qantas was, een Avro 504K (registratie G-AUBG), werd gekocht voor £1425. Kruissnelheid 105 kilometer per uur. Het toestel vervoerde één piloot en twee passagiers.
- In de jaren 20 bouwde Qantas zelf een aantal toestellen (enkele De Havilland DH50 vliegtuigen en één enkele DH9) onder licentie in de eigen hangaar te Longreach (Queensland).
- In 1928 voerde een gecharterd Qantasvliegtuig de eerste vlucht uit voor de Vliegende Dokters uit Australië.
- De bijnaam van Qantas Boeing 707s was V jets, van het Latijnse woord vannus wat fan (Nederlands waaier) betekent.
- In 1979 was Qantas de enige maatschappij ter wereld die een vloot bezat met alleen Boeing 747's.
- Acteur John Travolta bezit een ex-Qantas Boeing 707, geschilderd in de huisstijl van de jaren 60.
- Diezelfde acteur heeft bij Qantas een opleiding gehad tot copiloot op een Boeing 747-400.
- Als Charlie Babbitt in de film Rain Man samen met zijn broer wil vliegen, wil Raymond niet mee. Hij noemt alle ongelukken met de luchtvaartmaatschappijen op waarmee ze zouden kunnen vliegen. Charlie vraagt Raymond of er dan wel een luchtvaartmaatschappij is die nooit is gecrasht. Daarop antwoordt Raymond "Qantas never crashed" ("Qantas is nooit gecrasht"). Inderdaad heeft Qantas nooit een fataal ongeluk gehad met een straalvliegtuig.

## Voetnoot
1. 1 2 3 4  NOS Qantas schrapt 5000 banen, 27 februari 2014, geraadpleegd op 8 maart 2014
2. ↑  Charlie: Ray, all airlines have crashed at one time or another, that doesn't mean that they are not safe.
Raymond: QANTAS. QANTAS never crashed.
Charlie: QANTAS?
Raymond: Never crashed.
Charlie: Oh that's gonna do me a lot of good because QANTAS doesn't fly to Los Angeles out of Cincinnati, you have to get to Melbourne! Melbourne, Australia in order to get the plane that flies to Los Angeles!
3. ↑   https://m.planespotters.net/airframe/Boeing/747/N176SG-Bank-of-Utah/QBnkCLBP
4. 1 2   (en) Computer error behind Qantas midair drama. ABC News. ABC News (14 oktober 2008). Gearchiveerd op 9 april 2020. Geraadpleegd op 12 december 2019.